# Epirhyssa bimaculata
Epirhyssa bimaculata là một loài tò vò trong họ Ichneumonidae.